# Natação nos Jogos Olímpicos de Verão da Juventude de 2014 - 50 m costas Rapazes
As provas de natação' dos' 50 m costas de rapazes nos Jogos Olímpicos de Verão da Juventude de 2014 decorreram a 19 e 20 de Agosto de 2014 no natatório do Centro Olímpico de Desportos de Nanquim em Nanquim, China. Na final, o russo Evgeny Rylov foi campeão Olímpico, Apostolos Christou da Grécia ganhou Prata e o italiano Simone Sabbioni foi Bronze .

## Medalhistas
| Ouro   | RUS Evgeny Rylov       |
| Prata  | GRE Apostolos Christou |
| Bronze | ITA Simone Sabbioni    |

## Resultados da final
| Pos.              | Linha | Nadador                    | Tempo total | Diferença |
| ----------------- | ----- | -------------------------- | ----------- | --------- |
| Medalha de ouro   | 4     | RUS Evgeny Rylov           | 25.09       |           |
| Medalha de prata  | 5     | GRE Apostolos Christou     | 25.44       | +0.35     |
| Medalha de bronze | 3     | ITA Simone Sabbioni        | 25.47       | +0.38     |
| 4                 | 8     | NED Laurent Bams           | 25.61       | +0.52     |
| 5                 | 6     | RUS Filipp Shopin          | 25.83       | +0.74     |
| 6                 | 1     | BRA Vitor Nascimento Santo | 25.85       | +0.76     |
| 7                 | 7     | ROU Robert Andrei Glinta   | 25.86       | +0.77     |
| 8                 | 2     | UKR Andri Khloptsov        | 26.10       | +1.01     |